# Apicia perspersata
Apicia perspersata là một loài bướm đêm trong họ Geometridae.